# Palmzanger
De palmzanger (Setophaga palmarum, synoniem: Dendroica palmarum) is een zangvogel uit de familie der Parulidae (Amerikaanse zangers).

## Verspreiding en leefgebied
Deze soort komt voor in noordelijk Noord-Amerika en telt 2 ondersoorten:
- Setophaga palmarum palmarum: centraal en het zuidelijke deel van Centraal-Canada.
- Setophaga palmarum hypochrysea: zuidoostelijk Canada en de noordoostelijke Verenigde Staten.